# Khallāfa
Khallāfa (geb. im 9. Jahrhundert, gest. im 9./10. Jahrhundert) war eine Sklavin und Konkubine des fünfzehnten Abbasiden-Kalifen al-Muʿtamid (842/844–892, reg. 870–892), einer seiner Favoritinnen und Mutter eines gemeinsamen Sohnes.